# Хюка, Скендер
Скендер Хюка (алб. Skënder Hyka; 6 сентября 1944, Тирана — 5 июля 2018) — албанский футболист, который в течение всей карьеры выступал на позиции нападающего за клуб «17 Нентори» (в настоящее время — «Тирана»). Вызывался в национальную сборную Албании, в футболке которой сыграл 1 матч. Работал членом исполнительного комитета Федерации футбола Албании, а с 2009 года возглавлял Комиссию по вопросам соревнований.

## Клубная карьера

### Ранние годы
Родился и вырос в Тиране, где окончил школу и университет. Учился в Институте физической культуры и спорта, который окончил в 1968 году, уже будучи профессиональным футболистом. В состав «17 Нентори» присоединился в 1957 (в то время Скендеру исполнилось 13 лет), выступая за юношеские и молодёжные команды клуба, а в начале 1960-х годов переведён в основной состав.

### «17 Нентори»
После перевода в первую команду быстро стал основным футболистом «17 Нентори», где в течение карьеры помог своей команде 3 раза выиграть албанскую Суперлигу. Футбольную карьеру завершил в 1974 году. К тому времени с 60 голами оставался лучшим бомбардиром в истории клуба (по состоянию на 2012 год опустился по выше указанному показателю на 5-е место). Всего в футболке столичной команды провёл около 400 матчей.

## Международная карьера
Несмотря на удачные выступления в составе «17 Нентори», пробиться в национальную сборную Албании Хюке так и не удалось. Это связано с высокой конкуренцией за место в атакующей линии албанцев, особенно при наличии таких игроков, как Медин Жега и Панайот Панно, которые также играли в это время. Свой единственный матч за национальную команду Скендер сыграл 8 апреля 1967 года в Дортмунде против сборной ФРГ. Игра завершилась победой немцев со счётом 6:0 благодаря четырём голам Герда Мюллера и дублю Ханнеса Лёра. После этого Хюка ни разу не надевал футболку сборной.

## Федерация футбола Албании
С 1992 по 1995 года работал секретарём «Атлетик Клаб Занзибар». В 1997 году — генеральный секретарь Федерации футбола Албании. С 1992 года работал членом Исполнительного комитета Федерации футбола Албании.

## Личная жизнь
Сын Хюки Энди также выиграл два чемпионских титула, выступая за «Тирану» в 1990-х годах, а его двоюродный брат Рениси повторил выше указанное достижение в 1989 году. Скендер Хюка умер в июле 2018.

## Достижения

### Клубные
- Чемпион Албании: 1966, 1968, 1970[7]

### Индивидуальные
- Лучший бомбардир чемпионата Албании: 1968